# Hugo Hamilton (1741–1800)
Hugo Vilhelm Hamilton, född 25 mars 1741 i Stockholm, död 24 mars 1800 i Göteborg, var en svensk greve och militär.
Hugo Hamilton var son till fältmarskalk Gustaf David Hamilton och Jacobina Henrietta Hildebrand. Han blev volontär vid Hamiltonska regementet 1751, sergeant där 1754, student vid Lunds universitet 1755, sekundadjutant 1757 och fänrik vid Posseska regementet 1758, ryttmästare vid Gula husarregementet 1762, kapten i fransk tjänst vid regementet Royal Deux Ponts samma år, kompanichef vid Schombergska dragonregementet 1766 och överste à la suite i fransk tjänst 1770. Han deltog i Pommerska kriget som adjutant hos kommenderande generalen och fick vid ett tillfälle där hästen skjuten under sig och ådrog sig därvid en skada i högra knäet. Hamilton blev ryttmästare vid Södra skånska kavalleriregementet 1771, major i armén 1773, korpral vid Livdrabantkåren 1885 och kvartermästare där 1776. Han blev 1777 löjtnant vid Livdrabantkåren, överstelöjtnant i armén samma dag och var 1780–1781 överste och chef för Björneborgs läns infanteriregemente. Genom byte blev Hamilton 1781–1800 chef för Älvsborgs regemente. Han blev 1789 generalmajor och 1790 generallöjtnant. Han skrev sig till Barsebäcks fideikommiss. Hamilton blev 1767 riddare av Svärdsorden.